# WRESTLE-1リザルトチャンピオンシップ
WRESTLE-1リザルト王座（レッスル-ワン・リザルトおうざ）は、WRESTLE-1が管理、認定していた王座。

## 歴史
2017年、WRESTLE-1の新プロジェクトとして「新世代の更なる活性化」を目標に創設。初代王座決定トーナメントには8人が参加、これを制した土肥孝司が初代王座に就いた。
第7代王者となった羆嵐が王座を剥奪後、新王者決定戦は行われず、王座は宙に浮いたままの状態になり、WRESTLE-1の活動停止によりそのまま王座は封印された。

## 歴代王者
| 歴代  | 選手               | 戴冠回数 | 防衛回数 | 獲得日付       | 獲得場所 （対戦相手・その他）      |
| ----- | ------------------ | -------- | -------- | -------------- | ---------------------------------- |
| 初代  | 土肥孝司           | 1        | 3        | 2017年2月22日  | 新宿FACE 村瀬広樹                  |
| 第2代 | 伊藤貴則           | 1        | 1        | 2017年7月16日  | 平野区民ホール                     |
| 第3代 | 立花誠吾           | 1        | 0        | 2017年8月11日  | 後楽園ホール                       |
| 第4代 | 伊藤貴則           | 2        | 3        | 2017年9月2日   | 横浜文化体育館                     |
| 第5代 | 黒潮"イケメン"二郎 | 1        | 1        | 2018年2月14日  | 後楽園ホール 返上                  |
| 第6代 | タナカ岩石         | 1        | 1        | 2018年9月29日  | 大阪府立体育会館第2競技場 佐藤嗣崇 |
| 第7代 | 羆嵐               | 1        | 2        | 2018年11月17日 | Blue Field 封印                    |